# Scolecenchelys castlei
Scolecenchelys castlei is een straalvinnige vissensoort uit de familie van slangalen (Ophichthidae). De wetenschappelijke naam van de soort is voor het eerst geldig gepubliceerd in 2006 door McCosker.